# M-Audio
M-Audio (původním názvem Midiman) je společnost zabývající se výrobou elektronických kláves, MIDI controllerů, syntezátorů, reproduktorů, studiových monitorů, digitálních DJ systémů. mikrofonů a software pro tvorbu hudby. Společnost má nezávislé pobočky v USA, Kanadě, Německu, Velké Británii, Francii a Japonsku.